# Юденки
Ю́денки (рос. Юденки) — присілок у складі Котельницького району Кіровської області, Росія. Входить до складу Александровського сільського поселення.
Населення становить 4 особи (2010, 4 у 2002).
Національний склад станом на 2002 рік — росіяни 100 %.